# Reinharz

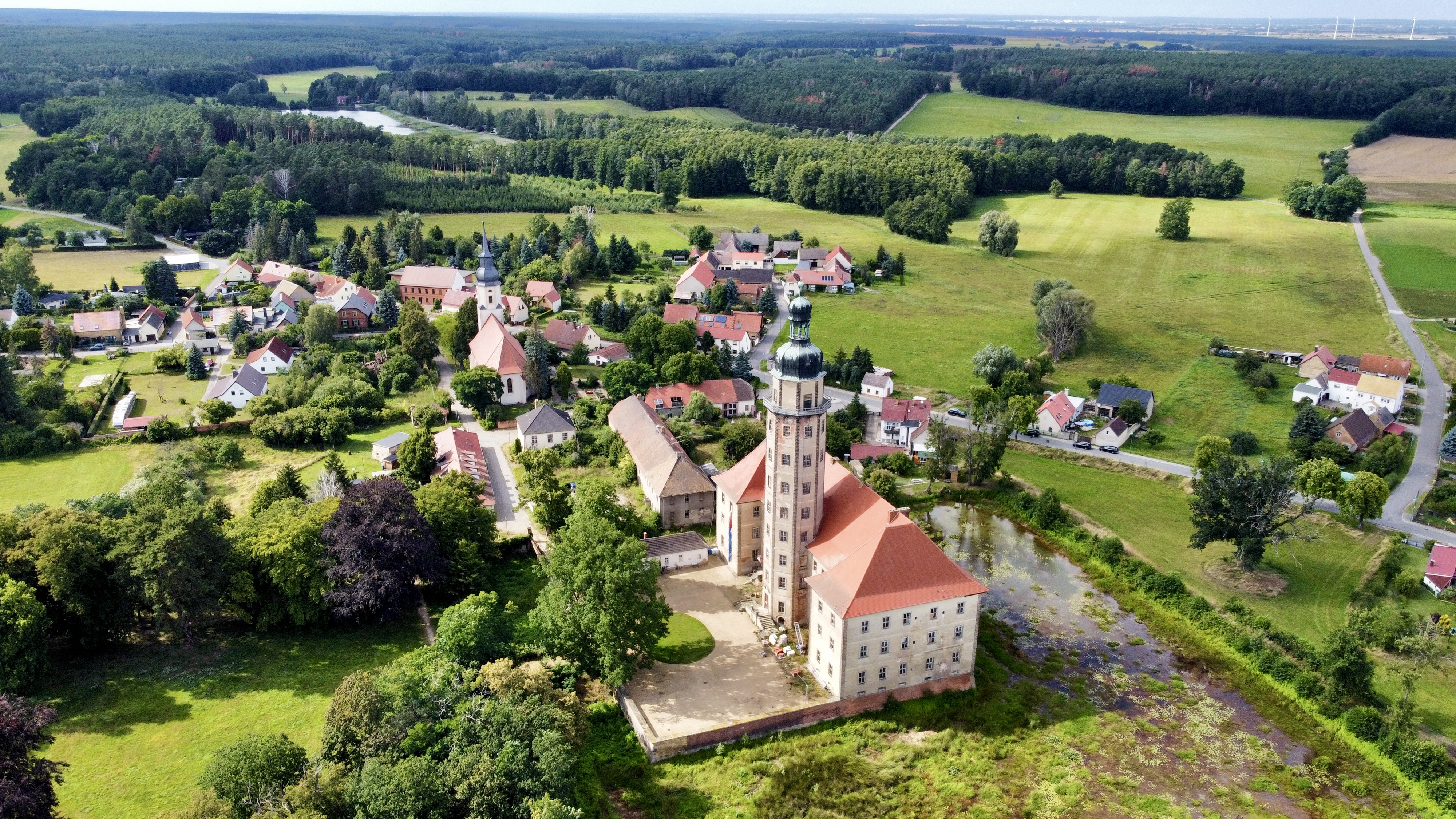
Reinharz aus der Vogelperspektive

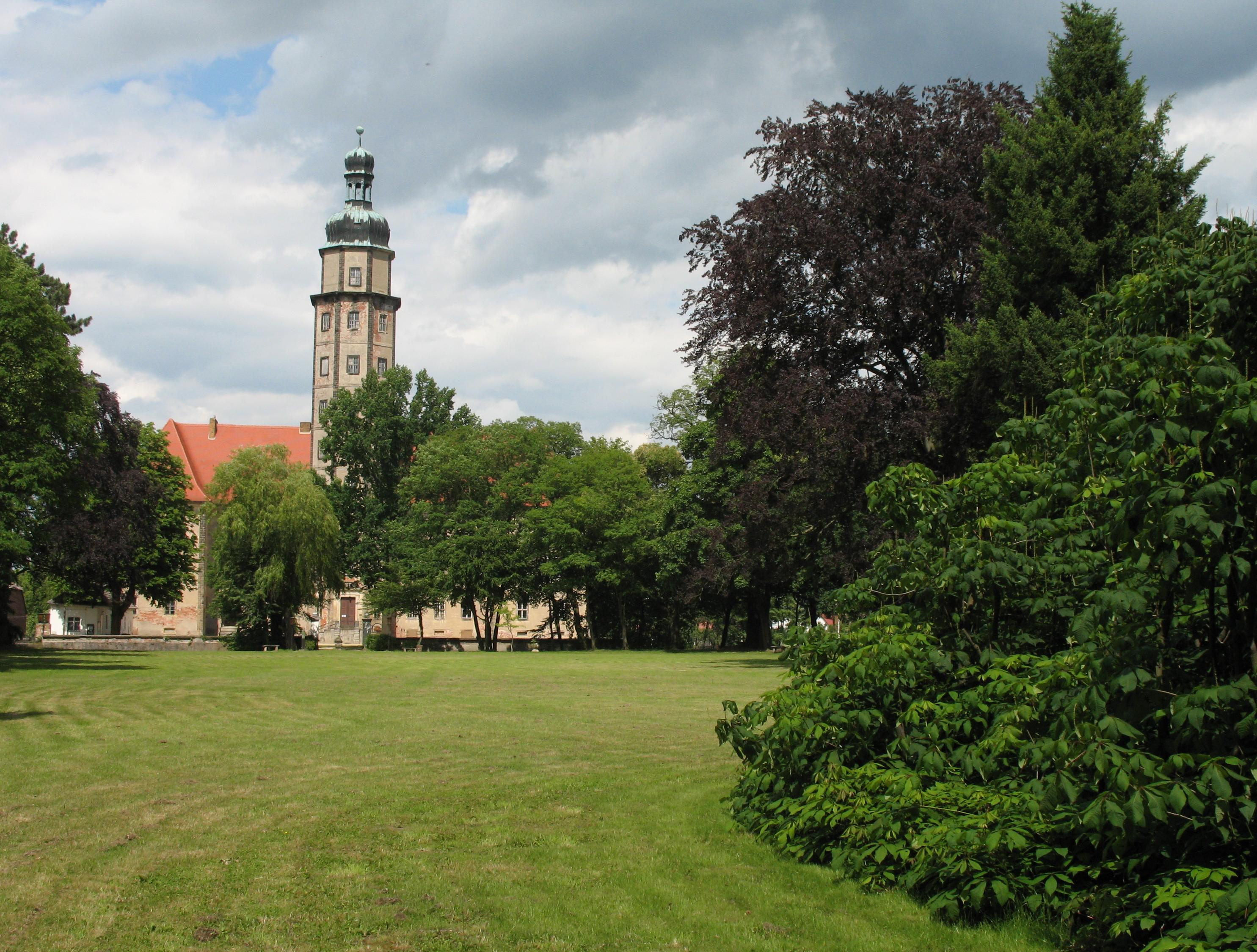
Schlosspark

Das Dorf Reinharz ist ein Ortsteil der Stadt Bad Schmiedeberg im Landkreis Wittenberg in Sachsen-Anhalt, der ca. 4 km westlich der Kurstadt liegt. Der Ortsteil hatte am 17. März 2022 170 Einwohner.

## Lage

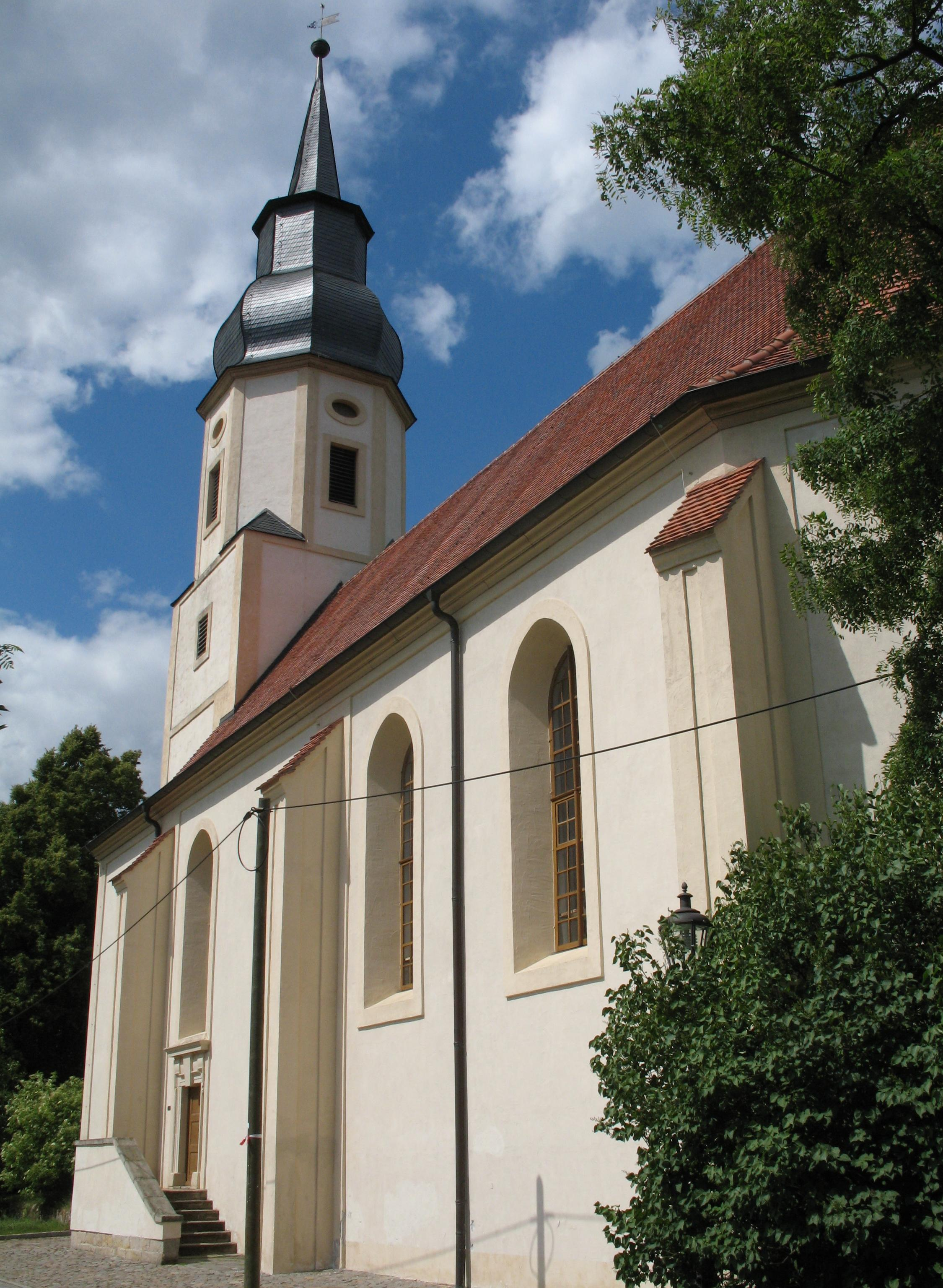
Kirche

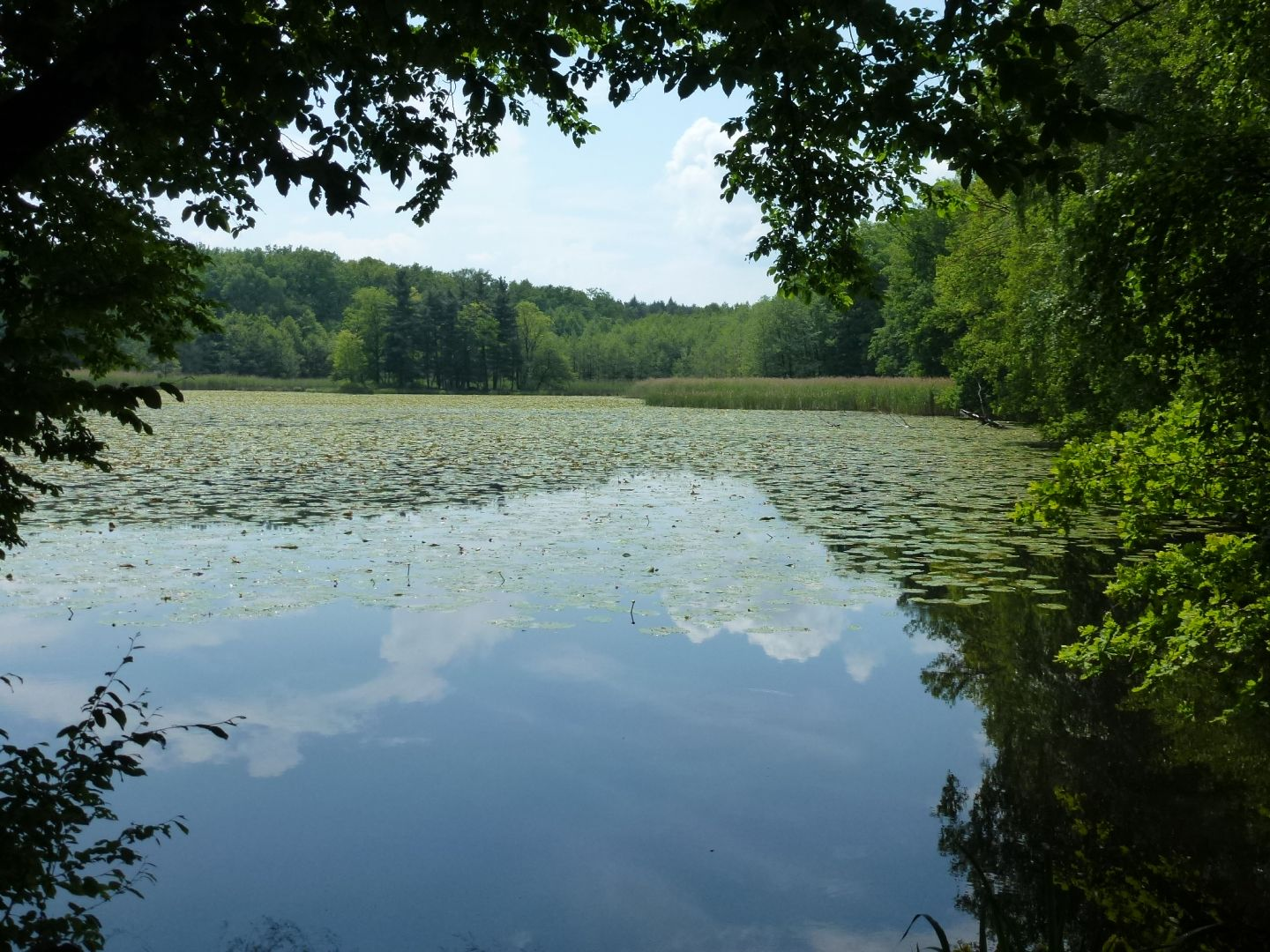
Brauhausteich

Reinharz ist von Laub- und Nadelwäldern umgeben und befindet sich mitten im Naturpark Dübener Heide. Weithin sichtbar sind der Kirchturm und der 68 Meter hohe Turm des Wasserschlosses zu Reinharz. Der Schlosspark mit dem Brauhausteich sowie seltenen und alten Bäumen bildet den Übergang zu den Wiesen, Wäldern und Mühlen in der Landschaft.

## Geschichte
1346 erscheint Reinharz erstmals als Pfarrei Renritz bzw. Reuriz in späteren Abschriften der Meißner Bistumsmatrikel unter dem sedes Schmiedeberg in Präpositur Klöden. Bereits im Jahre 1486 erwarb der Ritter Heinrich Löser zu Pretzsch (1665–1705) die Erbgerichtsbarkeit für das Gebiet um Reinharz. Die schweren finanziellen Verluste als Folge des Dreißigjährigen Krieges zwangen die Lösers, das Schloss in Pretzsch zu verkaufen. Der Ort Reinharz und die umliegenden Ländereien blieben jedoch Eigentum der Familie und wurden 1666 ein eigenständiges Rittergut. Das alte Herrenhaus in Reinharz war allerdings nicht standesgemäß, um die Fürsten und Kurfürsten während ihrer häufigen Jagden in der Dübener Heide würdig zu beherbergen. Daher ließ Heinrich von Löser von 1690 bis 1701 das Barockschloss in Reinharz erbauen. Zwei Jahre später, 1703, wurde auch der Bau der Reinharzer Kirche beendet, der ebenfalls von Heinrich von Löser in Auftrag gegeben wurde.
Am 1. August 1990 wurde Reinharz nach Bad Schmiedeberg eingemeindet.

## Wasserschloss

Wasserschloss Reinharz

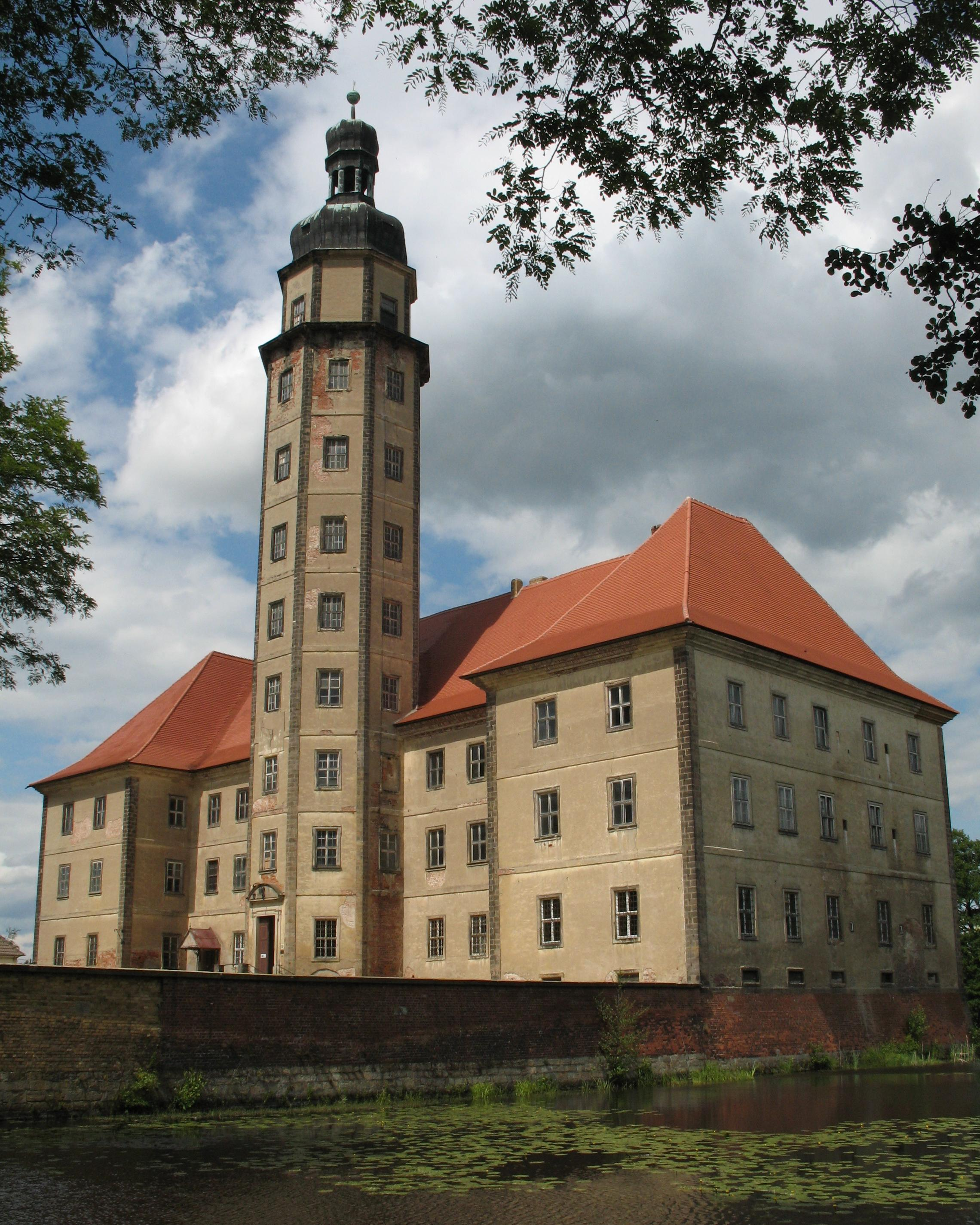
Schloss

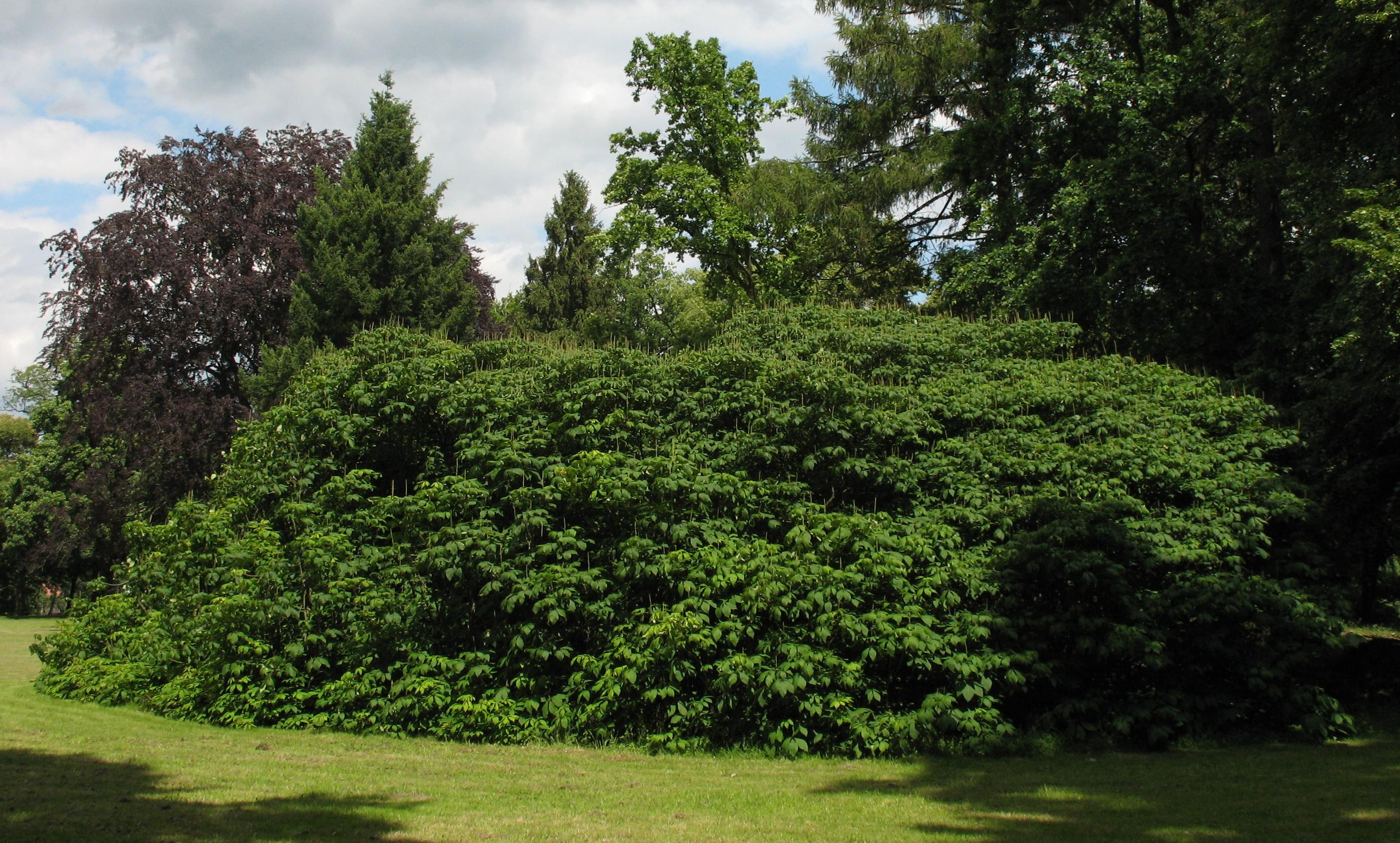
„Europas größte Strauchkastanie“

Das Schloss liegt am Radfernweg Berlin–Leipzig.
Zwischen 1690 und 1701 durch den sächsischen Erbmarschall Heinrich Löser errichtet, unterscheidet sich die schlichte und geschlossene, scheinbar noch wehrhafte Belange berücksichtigende Bauweise des Äußeren von der 1748 im Erdgeschoss erfolgten Neugestaltung im Stil des Dresdner Rokoko. Die mit vergoldetem Rocailleornament überzogene Holzvertäfelung des mittleren Saals im Erdgeschoss dient als Rahmen für Fliesen aus Harlingen (um 1690, Kinderspielszenen) und Rotterdam (Landschaftsmotive). Ein weiterer Teil der Raumdekoration sind wandfeste Gemälde (1734) nach Szenen zu Molière von Christian Wilhelm Ernst Dietrich oder dessen Werkstatt, denen druckgraphische Illustrationen von François Boucher als Vorlage dienten. Über dem Marmorkamin ergänzt eine Kopie nach Antoine Pesne „Die Wahrsagerin“ (1710) das Bildprogramm. Den sich östlich anschließenden Saal gestalten die kurfürstlichen Porträts Friedrich August II. und Maria Josepha von Österreich, denen ihre Bildnisse als König August III. und als Königin Maria Josepha von Polen gegenübergestellt werden. Auch wenn die ursprüngliche Hängung der Gemälde unbekannt ist, hat die Aufnahme des Porträts Hans Lösers in diesen kurfürstlichen oder königlich-polnischen Kreis durchaus programmatische Züge. Die damit hergestellte Nähe zum Kurfürsten und polnischen König und die Art der Darstellung reflektieren die bedeutende Stellung Hans Lösers am königlich-polnischen und kursächsischen Hof. Sie ist Ausdruck des Standesbewusstseins der Lösers als Erbmarschälle der Sächsischen Stände. Die teilvergoldeten Paneele sind stilistisch dem Haarlinger und Rotterdamer Saal angepasst. Die Gemälde lassen sich wie im Fall König August III. auf bedeutende Originale wie das von Louis de Silvestre (um 1748) zurückführen. Neben dem Bildnis Hans Lösers an der Südwand des Saals schließt das Bildprogramm mit der Gemahlin Augusts des Starken, Christiane Eberhardine, als Kurfürstin und Königin von Polen ab.
Das Schloss wurde in der DDR als Genesungsheim „Freundschaft“ genutzt.
1998 wurde die Anlage privatisiert. Die ehemalige Gärtnerei wurde zu Hotelapartments umgestaltet, außerdem wurde das Café Graf Löser eröffnet.
Ein Teil der Wirtschaftsgebäude und des Schlossareals wurde 1999 zur Nutzung für gemeinnützige künstlerische und kulturelle Zwecke übernommen und renoviert. Zwei Ausstellungssäle, Künstlerateliers, Fachbibliothek zur bildenden Kunst, ein Skulpturenpark und Dokumentationszentrum mit Redaktion sind entstanden.